# Electricity (Elisa)
Electricity è un singolo promozionale della cantautrice italiana Elisa, estratto dal quarto album in studio Lotus ed entrato in rotazione radiofonica il 9 febbraio 2004.

## Descrizione
La canzone entrò in rotazione radiofonica a partire dal 9 febbraio 2004. L'uscita, inizialmente prevista per gennaio, fu posticipata a causa del grande successo del precedente singolo Broken.
Nel 2007 il brano è stato riarrangiato in chiave rock e inserito nella raccolta Caterpillar, versione per il mercato estero di Soundtrack '96-'06.
Il singolo della canzone non uscì nei negozi, ma fu diffuso tra le radio un promo in due versioni (differiscono solo per la grafica del CD).

## Video musicale
Il videoclip, girato da Leone Balduzzi nell'oasi del WWF di Vanzago (nei pressi di Milano), vede Elisa in una casa in mezzo a un bosco mentre una goccia d'acqua esce (letteralmente) da una pozza d'acqua e comincia a spostarsi. Alla fine del video si scopre che essa non è una goccia d'acqua qualunque, bensì una lacrima.

## Tracce
CD promo INS 070
1. Electricity – 4:10 (E. Toffoli)